# Duplje
Duplje – wieś w Słowenii, w gminie Vipava. W 2018 roku liczyła 229 mieszkańców.